# Elzo Free
Elso (Elzo) Free (Geboren Heisfelde bij Leer (Duitsland) 17 december 1851, overleden Oude Pekela 22 mei 1950) was een Nederlandse ondernemer van Duitse afkomst.

## Leven en werk
Free werd in 1851 geboren als jongste zoon van de landbouwers Heike Riegers Free en Elke Lührs Evers. Hij verhuisde na 1875 naar Oude Pekela in Groningen en werd daar opzichter bij de pas opgerichte strokartonfabriek "Aastroom". In 1883 was hij de ontwerper voor de nieuwe fabriek Union, waaraan hij 20 jaar als technisch leider verbonden bleef. 
Elso Free trouwde op 13 mei 1885 te Oude Pekela met Elisabeth Kuiper (1852-1894) dochter van de scheepstimmerman Jan Willems Kuiper en Hillechien Melles Pott. Uit dit huwelijk kwamen zes zoons en een dochter voort.
Scheepsbouwer en -reder Freerk Liefkes Drenth, zag dat het getij in de scheepsbouw verliep en wilde tijdig de bakens verzetten en zijn kapitaal op andere wijze productief maken. Hij zag - ook voor zijn zoon - wel iets in de exploitatie van een strokartonfabriek. Voor het vervullen van de technisch leidende functie benaderde hij Free. Dit leidde in 1883 tot het aangaan van een contract van samenwerking en de oprichting van de "Union", die volgens Free's plannen werd gebouwd. Als technisch leider werkte hij 20 jaar lang samen met de mannen, die hem later als zijn mede-firmanten in een eigen bedrijf terzijde zouden staan. De dagelijkse leiding van de "Union" kwam te berusten bij drie personen: Elso Free (technisch), Bernard Drenth (administratief en commercieel) en Haiko van Russen (strovoorziening). Toen in 1903 het 20-jarig contract van de "Union" ten einde liep, werd dit echter, vanwege een verschil van inzicht in het toegepaste beloningssysteem, niet verlengd en kwam er een einde aan de jarenlange harmonische samenwerking van het drietal. De activa werden voor fl. 200.000.– verkocht aan Van Russen voornoemd c.s.
Op 24 juni 1891 werd Elso Free, werktuigkundige aan de fabriek Union te Oude Pekela, genaturaliseerd.
In 1904 bouwde hij een strokartonfabriek namens de vennootschap onder firma E. Free & Compagnie. Deelnemers in de compagnie waren onder meer H. Waalkens, burgemeester van Nieuwolda, en diens zoon Harm Pieter Herman Waalkens, burgemeester van Wedde.  In 1913 bouwde de compagnie onder leiding Free een tweede strokartonfabriek in Oude Pekela, de N.V. Stroocartonfabriek Britannia. In 1917 werd de vennootschap onder firma omgezet in de "N.V. Stroocartonfabriek v/h E. Free & Co".
In 1926 werd Free benoemd tot Ridder in de Orde van Oranje-Nassau. Free overleed op 98-jarige leeftijd in mei 1950 in zijn woonplaats Oude Pekela. Ter herinnering aan Free schonk de familie in 1958 de Elso Free-bank aan de gemeente. Ruim 50 jaar later, in 2009, werd de bank vervangen door een nieuwer exemplaar. Free is begraven in het familiegraf op de algemene begraafplaats in Oude Pekela.